# Hasköy (Sarayköy)
Hasköy ist ein Dorf im Landkreis Sarayköy der türkischen Provinz Denizli. Hasköy liegt etwa 27 km nordwestlich der Provinzhauptstadt Denizli und 5 km westlich von Sarayköy. Hasköy hatte laut der letzten Volkszählung 662 Einwohner (Stand Ende Dezember 2010).